# Giuseppina Projetto-Frau
Giuseppina Projetto-Frau (La Maddalena, 30 mei 1902 – Montelupo Fiorentino, 6 juli 2018) was een Italiaanse supereeuweling. Ze was tot haar overlijden de oudste vrouw van Europa en de op een na oudste persoon ter wereld.
Projetto werd geboren in La Maddalena op het eiland Sardinië. In 1946 trouwde ze met Giuseppe Frau. Samen kregen ze drie kinderen. Na de Tweede Wereldoorlog verhuisde het gezin naar Montelupo Fiorentino in Toscane, waar Projetto tot haar dood samen met een dochter woonde.
Sinds het overlijden van de 117-jarige Emma Morano op 15 april 2017 was ze de oudste Italiaan en sinds het overlijden van de 115-jarige Amerikaanse Marie-Josephine Gaudette op 13 juli 2017 tevens de oudste inwoner van Italië. Op 15 december datzelfde jaar nog werd Projetto de oudste vrouw van Europa, nadat in Spanje de 116-jarige Ana María Vela Rubio overleed. Daarnaast was ze tot haar eigen dood de laatste nog levende persoon geboren in 1902 (sinds het overlijden van voornoemde Marie-Josephine Gaudette). Projetto werd als oudste inwoner van Europa opgevolgd door haar landgenote Maria Giuseppa Robucci-Nargiso, geboren op 20 maart 1903.

## Trivia
Haar grootvader arriveerde samen met de vader des vaderlands Giuseppe Garibaldi in Sardinië.